# Jan Van der Stock

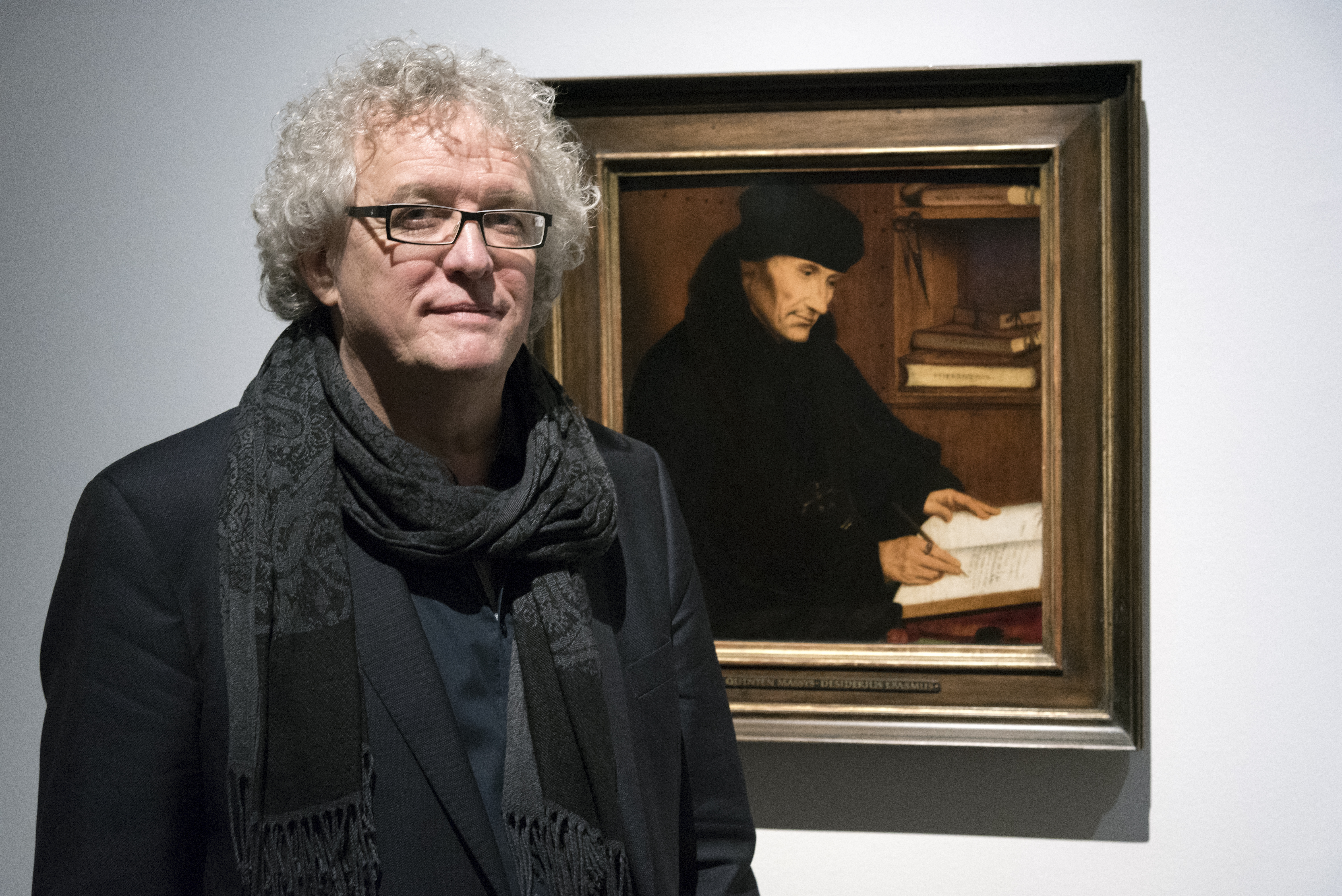
Jan Van der Stock, 2016

Jan Van der Stock (Antwerpen, 1959) is Belgisch kunsthistoricus en tentoonstellingscurator. Hij is gewoon hoogleraar aan de KU Leuven waar hij doceert over kunst van de middeleeuwen en de renaissance, grafische kunsten, iconografie, iconologie en curatorship  Hij is verbonden aan de Onderzoeksgroep Kunstwetenschappen van de Faculteit Letteren. Daarnaast is hij directeur van Illuminare - Studiecentrum voor middeleeuwse kunst (KU Leuven) en titularis van drie leerstoelen: de ‘Van der Weydenleerstoel - Paul & Dora Janssen’, de ‘Veronique Vandekerchoveleerstoel van de stad Leuven’ en vanaf 2016 de ‘Leerstoel voor middeleeuwse beeldhouwkunst van de Nederlanden’.
Jan Van der Stock was de echtgenoot van Prof. dr. Christiane Timmerman en is vader van Willem en Liza Van der Stock. Een van de gebroeders Van der Stock, Frans, was zijn grootvader.

## Loopbaan
In 1995 doctoreert Van der Stock aan de KU Leuven met het proefschrift Beeld in veelvoud te Antwerpen (15de eeuw-1585). Produktie - Controle - Consumptie, waarin socio-economische aspecten van de kunstgeschiedenis de belangrijkste focus zijn. In 1998 publiceert hij op basis van dit proefschrift de fundamentele studie Printing Images in Antwerp. The Introduction of Printmaking in a City. 15th Century to 1585. Al in april 1999 ontvangt hij voor zijn werk de Vuurslagprijs, uitgereikt door de Stichting De Vuurslag van de Kunst en Antiekbeurs in 's-Hertogenbosch. De voorzitter van de jury, prof. dr. A.M. Koldeweij (Universiteit Utrecht) motiveert in zijn laudatio: “Wat was het kunst- en cultuurbezit van de stedelijke bevolking van de 15de tot de 17de eeuw? Op welke klantenkring richtte de vooral Antwerpse kunsthandel zich in die periode? Hoe consument-gericht opereerden kunstenaars en handwerkslieden? Dit zijn vragen die als een rode draad het thema vormen van een reeks indrukwekkende tentoonstellingen en publicaties die Jan Van der Stock de afgelopen vijftien jaar realiseerde.” In 1999 wordt hij aangesteld als Bijzonder Hoogleraar Prent- en Tekenkunst aan de Universiteit Leiden. Van 1998 tot 2000 is Van der Stock assistent-conservator van het prentenkabinet van de Koninklijke Bibliotheek van België (Brussel). Zijn voornaamste realisatie daar is de catalogus The Print Collection of the Royal Library of Belgium: Early Prints en de aansturing van het conservatieproject van de volledige collectie vijftiende-eeuwse prenten van de Belgische Staat. Vanaf 2000 is hij voltijds verbonden aan de KU Leuven. Momenteel is hij gewoon hoogleraar. Hij doceert er kunst van de middeleeuwen en de renaissance, grafische kunsten, iconografie, iconologie en curatorship. Sinds 2003 is hij eveneens directeur van Illuminare - Studiecentrum voor middeleeuwse kunst (KU Leuven) en titularis van drie leerstoelen: de ‘Van der Weydenleerstoel - Paul & Dora Janssen’, de ‘Veronique Vandekerchoveleerstoel van de stad Leuven’ en de ‘Leerstoel voor middeleeuwse beeldhouwkunst van de Nederlanden’. Vanaf 2005 is hij lid van de Koninklijke Vlaamse Academie van België voor Wetenschappen en Kunsten. Momenteel werkt hij aan zijn boek Between Norm and Practice. Two Centuries of Painting and Sculpture in Antwerp. Mid 14th - mid 16th Centuries: Assessing the Archival Evidence.
Als curator organiseert Van der Stock verscheidene nationale en internationale tentoonstellingen in Wenen (1991), Brussel (1985 en 1991), St. Petersburg (1996), Firenze (1996), Antwerpen (1993 en 1997), Parijs (2013) en Leuven (2002, 2009, 2010, 2013 en 2016). Voor zijn tentoonstelling in Wenen ontvangt hij op 8 oktober 1991 Das Grosse Ehrenzeichen für Verdienste um das Bundesland Niederösterreich. In 1993 is hij algemeen coördinator van de historische tentoonstellingen van Antwerpen 93 - Culturele hoofdstad van Europa en in 2016  de initiator en drijvende kracht van het stadsbreed project 500 jaar Utopia - Leuven. Dit werk van Thomas More werd in 1516 bij Dirk Martens in Leuven gedrukt. Van der Stock cureerde de tentoonstelling Op zoek naar Utopia in Museum M - Leuven. In 2016 ontvangt hij de Leuvense Prijs voor Culturele Verdienste voor zijn bijdrage aan het culturele veld van Leuven. Daarnaast publiceerde hij meerdere monografieën en bijdragen over de geschiedenis van de grafische kunsten in de Zuidelijke Nederlanden (15de-16de eeuw).

## Tentoonstellingen (selectie)
- 2016: Op zoek naar Utopia, Museum M, Leuven (curator, samen met Annelies Vogels)[8]
- 2013: Hieronymus Cock. La gravure à la Renaissance, Institut Néerlandais, Parijs (curator, samen met Ger Luijten en Joris Van Grieken)[11][12][13]
- 2013: Hieronymus Cock. De renaissance in prent, Museum M, Leuven (curator, samen met Ger Luijten en Joris Van Grieken)
- 2010: Bijbel van Anjou - Napels 1340 - Een koninklijk handschrift ontsluierd, Museum M, Leuven (curator, samen met Lieve Watteeuw en voorzitter van het organiserend comité)
- 2009: Rogier van der Weyden 1400-1464. De passie van de meester, Museum M, Leuven (curator, samen met Lorne Campbell en voorzitter van het organiserend comité)[14][15]
- 2002: Meesterlijke Middeleeuwen: miniaturen van Karel de Grote tot Karel de Stoute (800-1475), Museum M, Leuven (voorzitter van het organiserend comité)
- 1997: Vlaamse miniaturen voor vorsten en burgers, 1475-1550, Koninklijk Museum voor Schone Kunsten, Antwerpen (curator, samen met Maurits Smeyers)
- 1996: Flemish Illuminated Manuscripts 1475-1550, Hermitage Museum, St. Petersburg (curator, samen met Maurits Smeyers)
- 1996: Miniature Fiamminghe 1475-1550, Museo Bardini, Firenze (curator, samen met Maurits Smeyers)
- 1993: Antwerpen, verhaal van een metropool, Hessenhuis, Antwerpen (curator).
- 1991: Stadtbilder in Flandern: Spuren bürgerlicher Kultur 1477-1787, Renaissanceschloss Schallaburg, Wenen (curator)
- 1991: Stad in Vlaanderen. Cultuur en maatschappij 1477-1787, Galerij van het Gemeentekrediet, Brussel (curator)
- 1985: Cornelis Matsys 1510/11-1556/57.Grafisch werk, Koninklijke bibliotheek van België, Brussel (curator)

## Publicaties (selectie)
- J. Van der Stock (red.), Op zoek naar Utopia (Leuven: Davidsfonds en Amsterdam: University of Amsterdam Press, 2016) (ook in het Engels).
- J. Van Grieken, G. Luijten en J. Van der Stock (reds.), Hieronymus Cock. De renaissance in prent (Brussel: Mercatorfonds, 2013) (ook in het Engels en Frans).
- J. Van der Stock, ‘Canon in Context. Consumption of Early-Netherlandish Images in the Fifteenth and the First Half of the Sixteenth Centuries’, in: L. Campbell, J. Van der Stock, C. Reynolds en L. Watteeuw (reds.), Rogier van der Weyden in Context. Papers presented at the Seventeenth Symposium for the Study of Underdrawing and Technology in Painting held in Leuven, 22–24 October 2009 (Parijs, Leuven en Walpole, MA: Peeters Publishers, 2012): 3-21.
- L. Campbell en J. Van der Stock (reds.), Rogier van der Weyden 1400-1464. De passie van de meester (Zwolle: Waanders en Leuven: Davidsfonds, 2009) (ook in het Engels en Frans).
- J. Van der Stock, ‘Prints and Visual Communication in the 16th Century’, in: A Story of The Image. Old & New Masters from Antwerp (Antwerpen, Shanghai en Singapore: Museums and Heritage Antwerp, 2009): 182-199.
- J. Van der Stock, ‘Flemish Illuminated Manuscripts: Assessing Archival Evidence’, in: E. Morrison en T. Kren (reds.), Flemish Manuscript Painting in Context. Recent Research. Based on symposia held at the J. Paul Getty Museum, Los Angeles and at the Courtauld Institute of Art, London (Los Angeles: The J. Paul Getty Museum, 2006): 117-122.
- J. Van der Stock, The Print Collection of the Royal Library of Belgium: Early Prints (Londen: Harvey Miller Publishers, 2002).
- J. Van der Stock, ‘Ambiguous Intentions, Multiple Interpretations: An ‘Other’ Look at Printed Images from the Sixteenth Century’, in: Nederlands kunsthistorisch jaarboek 52 (2002): 19-30.
- J. Van der Stock, Printing Images in Antwerp. The Introduction of Printmaking in a City: Fifteenth Century to 1585. Studies in Print and Printmaking 2 (Rotterdam: Sound & Vision Interactive, 1998).
- M. Smeyers en J. Van der Stock (reds.), Vlaamse miniaturen voor vorsten en burgers, 1475-1550 (Gent: Ludion Press, 1996) (ook in het Engels, Frans, Italiaans en Russisch).
- J. Van der Stock (red.), Antwerpen, verhaal van een metropool (Gent: Snoeck-Ducaju, 1993) (ook in het Engels).
- J. Van der Stock (red.), Stad in Vlaanderen: cultuur en maatschappij 1477-1787 (Brussel: Gemeentekrediet van België, 1991) (ook in het Frans en Duits).
- J. Van der Stock, ‘The Impact of the Prints of Pieter Bruegel the Elder’, in: D. Freedberg (red.), The Prints of Pieter Bruegel the Elder (Tokyo: The Tokyo Shimbun, 1989): 89-102 (ook in het Japans).
- J. Van der Stock, Cornelis Matsys. 1510/11-1556/57. Grafisch werk (Brussel: Koninklijke bibliotheek van België, 1985) (ook in het Frans).

- Bibsys: 90845130
- Bibliothèque nationale de France: cb12035416r (data)
- CiNii: DA06083430
- Digitale Bibliotheek voor de Nederlandse Letteren: stoc037
- Gemeinsame Normdatei: 1027087760
- International Standard Name Identifier: 0000 0001 1742 1328
- Library of Congress Control Number: n85206033
- Nationale Bibliotheek van Tsjechië: jx20101118012
- Nationale bibliotheek van Australië: 35881692
- Nationale Bibliotheek van Israël: 987007268560205171
- Nationale en Universitaire bibliotheek Zagreb: 000262615
- Nederlandse Thesaurus van Auteursnamen: 071089489
- Réseau des bibliothèques de Suisse occidentale: 02-A012327039
- Système universitaire de documentation: 028538242
- Virtual International Authority File: 9863563
- WorldCat: E39PBJcrbpvqvC8Q6KvhYwdbBP